# Radier
As lajes radiers ou simplesmente radiers, são lajes de concreto armado em contato direto com o solo que captam as cargas dos pilares e paredes e descarregam sobre uma grande área do solo, possui aproximadamente 10 cm de espessura e é utilizada em obras de pequeno porte, se limitando a casas térreas, uma vez que para fazer um radier para uma casa com mais de um andar (sobrado), este seria inviabilizado pelo aumento da espessura, uma vez que uma grande vantagem da fundação rasa (direta ou superficial) utilizando o método construtivo do radier é o baixo custo e a rápida execução.

## Modo de execução
Em uma área um pouco maior do que a edificação, é posto no solo um lastro de brita para proteger a ferragem do radier, na volta são colocadas formas de madeira com largura de 10 cm aproximadamente, o radier é preenchido com concreto e toda a edificação é construída em cima dele.